# 烏法高原
烏法高原是俄羅斯的高原，位於巴什科爾托斯坦共和國和斯維爾德洛夫斯克州，南北端相距150公里，平均海拔高度350至450米，最高點海拔高度517米。